# Wolf Erlbruch
Wolf Erlbruch (Wuppertal, 30 de juny de 1948 - Wuppertal, 11 de desembre de 2022) fou un il·lustrador alemany, autor de diversos llibres infantils.

## Trajectòria professional
Estudià disseny gràfic a l'Escola Folkwang d'Essen entre els anys 1967 i 1974, especialitzant-se en dibuix i gravat. Inicià la seva trajectòria professional com a il·lustrador independent de publicitat. L'any 1985 s'estenà en el món de la il·lustració de llibres infantils amb L'àguila que no volia volar. L'any 1990 començà a treballar com a professor d'il·lustració a la Universitat de Ciències Aplicades de Düsseldorf, i entre els anys 1997 i 2009 a la Universitat Bergische de Wuppertal. De 2009 a 2012, data de la seva jubilació, fou professor d'il·lustració a la Universitat d'Essen.
Les seves il·lustracions aparegueren en revistes com Esquire, GQ, Stern, Transatlantic i Twen.

### Premis
- 2003: Premi extraordinari del Premi Alemany de Literatura Juvenil (Deutscher Jugendliteraturpreis)
- 2003: Premi Gutenberg
- 2006: Premis Hans Christian Andersen
- 2017: Premi Memorial Astrid Lindgren

## Obra seleccionada

### Com a autor
- 1991: Leonard (En Leonard)
- 1992: Das Bärenwunder (El milagro del oso)
- 1997: Mrs. Meyer the Bird (La señora Meyer y el mirlo)
- 1999: Nachts
- 2001: Das Neue ABC-Buch
- 2005: The Big Question (La gran qüestió)
- 2008: Duck, Death and the Tulip (El pato, la muerte y el tulipán)

### Com a il·lustrador
- 1996: Dayre, Valérie. Die Menschenfresserin
- 2001: Holzwarth, Werner. The Story of the Little Mole Who Went in Search of Whodunit (La Talpeta que volia saber qui li havia fet allò en el cap)
- 2003: Verroen, Dolf. Ein Himmel für den kleinen Bären (El Oso en el parque de juegos)
- 2003: Moeyaert, Bart. De Schepping (La creación)
- 2005: Benett Hopkins, Lee. Oh, No! Where Are My Pants? and Other Disasters
- 2006: Belli, Gioconda. The Butterfly Workshop (El taller de les papallones)
- 2006: Moeyaert, Bart. Olek schoot een beer (El viaje de Olek)
- 2009: Chidgey, Catherine. The Fearsome Five (Els cinc horribles)
- 2010: Moeyaert, Bart. Het Paradijs (El paraíso)
- 2014: Lavie, Oren. Der Bär, der nicht da war. Kunstmann